# Gong Xiangyu
Gong Xiangyu, född 21 april 1997 i Lianyungang, är en kinesisk volleybollspelare. Hon blev olympisk guldmedaljör i volleyboll vid sommarspelen 2016 i Rio de Janeiro.